# Тромеђа №1
Тромеђа №1 српски је музички састав, који изводи крајишку народну музику. Састав је настао 2001. године.

## Историја групе
Музички састав Тромеђа №1 настао је 2001. године. Име је добио по истоименој области, која представља гранично подручје Босне, односно Крајине (Босанске Крајине), Далмације и Лике. Састав су формирали Јовица Пуповац и Милорад Миро Гагић (бивши чланови групе Тромеђа, обојица родом од Обровца – из Медвиђе и Зеленграда), скупа са Савом Миодрагом и Марком Дакићем.
Први музички албум Тромеђа №1 је снимила 2001. године.
Током каријере, Тромеђа №1 је обишла готово цијели простор бивше Југославије, као и подручје Западне Европе, Сјеверне Америке и Аустралије. У периоду од 2001. до 2019. године издали су три музичка албума. Већина чланова групе била је са простора Сјеверне Далмације (Обровац, Книн, Шибеник), а остали чланови су из других крајева Крајине (Кореница, Двор и др). Поред студијских активности, учествују на бројним манифестацијама, концертима и фестивалима.

## Естрадна каријера

### Музички албуми
Свој први музички албум Тромеђа №1 је издала за Sound, 2001. године. Албум, који је био у формату музичке касете, носио је назив Вратила се у Бенковац Рада. Албум је имао десет пјесама. Текстове су написали Живко Жика Војводић, Драгутин Кнежевић Круница и Часлав Ђоковић. Аутори музике били су Јовица Пуповац, Милорад Гагић и Жељко Јовановић. Вокални солиста био је Јовица Пуповац, који се иначе убраја међу најбоље гласове крајишке изворне пјесме. Пратећи вокали били су Милорад Миро Гагић, Саво Миодраг (бас) и Марко Дакић. Састав се у овом саставу окупља и ради отприлике до 2005. године.
Састав потом прави велику паузу у студијском раду и сљедећи албум издаје 2017. године, у измијењеном саставу. Дио чланова је напустио групу, а у групу су дошли Рајко Рале Радан (бивши члан групе Српска тромеђа, родом из Отона код Книна) и Слободан Вујасиновић Мајкан (такође родом из Книна), који је иначе свештено лице, те стога носи и надимак Ђакон. Иницијатор за поновно активирање групе био је Рајко Радан, који је постао вођа групе. Овај албум су снимили Јовица Пуповац, као први глас, те пратећи вокали Рајко Радан и Слободан Вујасиновић (бас). Албум, који је носио назив Од повоја до покоја, издала је издавачка кућа Мелодија рекордс, која послује у оквиру медијске куће Дуга. Албум је имао девет нумера. Аутори музике били су Игор Голубић и Лазо Пајчин, док су текстове написали Лазо Пајчин и Слободан Вујасиновић.
Године 2019. поново снимају за Мелодију рекордс, у допуњеном саставу. У групу је, на иницијативу Јовице Пуповца и Рајка Радана, дошао Ђорђе Станић Чађо, који са Тромеђом №1 почиње заједнички наступати 2018. године, а стални члан групе постаје 2019. године. На овом албуму, под називом Пјевај грло, нека јечи гора, било је дванаест нумера, међу којима и пјесма Душан Станић, посвећена крајишком пјевачу и погинулом брату Ђорђа Станића. Музику је радио Игор Голубић, док су текстописци били Лазо Пајчин, Слободан Вујасиновић, Гордана Радан-Декић (ћерка Рајка Радана) и др.
Након овог албума, поново се мијења састав групе, јер 2021. из групе одлази Слободан Вујасиновић Ђакон. Средином јануара 2022. умире Јовица Пуповац. Преостали чланови групе су размишљали да ли да угасе групу. Ипак, одлучују да се не разилазе и, уз благослов Јовичине породице, група наставља са радом. На иницијативу Рајка Радана и Ђорђа Станића Чађе, у групу долази Љубиша Остојић (родом из Двора). У мају 2022. група снима пјесму Јово, коју посвећује свом преминулом колеги. Пјесму су написали Станко Веселиновић, Зоран Тодоровић и свештеник Мирослав Миле Живковић, уз рецензију Гордане Радан-Декић. Поред ове пјесме, група наставља са снимањем других пјесама и припремом новог албума. Нови албум, под називом Бићу вјеран корјенима, излази 2023. године.
Група је направила велики број студијских и амбијенталних музичких спотова (које су, између осталог, направили и током турнеје по Аустралији).

### Естрадни наступи
Осим дискографских издања која има иза себе, Тромеђа №1 често учествује на различитим весељима, културним манифестацијама, завичајним дружењима и музичким приредбама.
Тромеђа №1 је такође чест гост на телевизији, гдје изводи крајишке изворне пјесме. Имали су велики број наступа на Телевизији Дуга плус, у емисијама Сврати у завичај и Мелодија вам представља.

### Чланови

#### Садашња постава
- Ђорђе Станић „Чађо“ – Вокални солиста, пратећи вокал.
- Рајко Рале Радан – Вођа групе, пратећи вокал.
- Љубиша Остојић – Пратећи вокал.

#### Бивши чланови
- Јовица Пуповац – Вођа групе, вокални солиста.
- Слободан Вујасиновић „Мајкан“ или „Ђакон“ – Бас.
- Милорад Миро Гагић – Пратећи вокал.
- Саво Миодраг – Бас.
- Марко Дакић – Пратећи вокал.

### Хитови

#### Најпознатији хитови
- Мој јаран и ја (2001)
- Од повоја, до покоја (2017)
- Личанка (2017)

#### Остали хитови
- Вратила се у Бенковац Рада (2001)
- Јока (2001)
- Оштрељ (2001)
- Сабља Мандушића Вука (2017)
- Реци Јово (2017)
- Буковчанка Рада (2017)
- Прими поздрав, Крајино (2017)
- До Обровца и Бенковца (2019)
- Душан Станић (2019)
- Јово (2022)

## Дискографија

### Албуми
- Вратила се у Бенковац Рада, Sound (2001)
- Од повоја до покоја, Мелодија рекордс (2017)
- Пјевај грло, нека јечи гора, Мелодија рекордс (2019)
- Бићу вјеран корјенима, Мелодија рекордс (2023)